# Larry Johnson (blues)
Larry Johnson es un armonicista y cantante de blues, oriundo de Georgia, nacido en 1938. Emigró a Nueva York muy joven y trabajó con bluesmen de la ciudad. Su estilo típicamente Blues de Piedmont le facilitó la grabación de varios discos, en los años 1960, para los sellos Prestige y Blue Goose, como líder. Grabó además para músicos como John Hammond, Big Joe Williams o Gary Davis.
En los últimos años se mueve casi exclusivamente en el circuito de música folk.